# The Missing Years
| Recensione              | Giudizio        |
| ----------------------- | --------------- |
| AllMusic                | [ 2 ]           |
| Robert Christgau        | A-              |
| Sputnikmusic            | 4.2 (Excellent) |
| Dizionario del Pop-Rock | [ 5 ]           |
| 24.000 dischi           | [ 6 ]           |

The Missing Years è il decimo album discografico in studio del cantautore folk statunitense John Prine, pubblicato dall'etichetta discografica Oh Boy Records nel settembre del 1991.
L'album vinse un Grammy Award (1991) come miglior album folk contemporaneo.

## Tracce

### CD
1. Picture Show – 3:22 (John Prine)
2. All the Best – 3:28 (John Prine)
3. The Sins of Memphisto – 4:13 (John Prine)
4. Everybody Wants to Feel Like You – 3:09 (John Prine, Keith Sykes)
5. It's a Big Old Goofy World – 5:10 (John Prine)
6. I Want to Be with You Always – 3:01 (Lefty Frizzell, Jim Beck)
7. Daddy's Little Pumpkin – 2:41 (John Prine, Pat McLaughlin)
8. Take a Look at My Heart – 3:38 (John Prine, John Mellencamp)
9. Great Rain – 4:08 (John Prine, Mike Campbell)
10. Way Back Then – 3:39 (John Prine)
11. Unlonely – 4:35 (John Prine, Roger Cook)
12. You Got Gold – 4:38 (John Prine, Keith Sykes)
13. Everything Is Cool – 2:46 (John Prine)
14. Jesus the Missing Years – 5:55 (John Prine)

## Musicisti
- John Prine - voce solista, chitarra acustica, chitarra elettrica
- Howie Epstein - chitarra acustica, basso, percussioni, cori
- John Jorgenson - chitarra acustica, basso, dobro, sassofono, mandolino, clarinetto, fagotto
- David Lindley - chitarra acustica, bouzouki, harplex, fiddle
- Albert Lee - chitarra elettrica, piano, mandolino
- Mike Campbell - chitarra elettrica, basso
- Steve Fishell - dobro
- Phil Parlapiano - accordion, mandolino, harmonium
- Benmont Tench - organo, piano, basso, harmonium
- Jay Dee Manness - chitarra pedal steel
- Mickey Raphael - armonica
- Richard Hardwick - washboard
- John Ciambotti - basso
- Bob Glaub - basso
- Joe Romersa - batteria, percussioni
- Al Bunetta - percussioni
- Christina Amphlett - cori (brano: I Want to Be with You Always)
- Liz Byrnes - cori (brano: The Sins of Memphisto)
- Phil Everly - cori (brano: You Got Gold)
- Tom Petty - cori (brano: Picture Show)
- Bonnie Raitt - cori (brano: Unlonely)
- Bruce Springsteen - cori (brano: Take a Look at My Heart)

Note aggiuntive
- Howie Epstein - produttore
- Al Bunetta e Dan Einstein - produttori esecutivi
- Dave Bossie - assistente alla produzione
- Registrazioni effettuate al Huh Sound Theater di Los Angeles, California da Joe Romersa (eccetto brani: Everybody Wants to Feel Like You e Everything Is Cool)
- Brani: Everybody Wants to Feel Like You e Everything Is Cool, registrati al The Money Pit di Nashville, Tennessee da Ed Seay assistito da Mike Poole
- Mixaggio effettuato da Ed Seay assistito da Mike Poole al The Money Pit di Nashville, Tennessee
- Mastering effettuato da Denny Purcell al Georgetown Masters di Nashville, Tennessee
- Susanne Smolka e Unicorn - design copertina album
- McGuire (Jim McGuire) - foto copertina album[8]